# Sthenias varius
Sthenias varius är en skalbaggsart som först beskrevs av Olivier 1792.  Sthenias varius ingår i släktet Sthenias och familjen långhorningar.
Artens utbredningsområde är Filippinerna. Inga underarter finns listade i Catalogue of Life.